# Zapasy na Igrzyskach Frankofońskich 2017
Turniej zapasów na Igrzyskach Frankofońskich w 2017 – odbył się w dniach 22 - 24 lipca w Abidżanie, a zawody rozgrywane były w stylu wolnym kobiet i mężczyzn.

## Tabela medalowa
|        | Państwo        |    |    |    | Razem: |
| ------ | -------------- | -- | -- | -- | ------ |
| 1.     | Kanada         | 9  | 4  | 9  | 22     |
| w tym: | Quebec         | 2  | 3  | 1  | 6      |
|        | Nowy Brunszwik | 0  | 0  | 1  | 1      |
| 2.     | Rumunia        | 2  | 4  | 6  | 12     |
| 3.     | Senegal        | 2  | 1  | 2  | 5      |
| 4.     | Armenia        | 1  | 3  | 2  | 6      |
| 5.     | Francja        | 1  | 2  | 5  | 8      |
| 6.     | Kamerun        | 1  | 1  | 4  | 6      |
| 7.     | Madagaskar     | 0  | 1  | 0  | 1      |
| 8.     | Benin          | 0  | 0  | 1  | 1      |
| .      | DR Kongo       | 0  | 0  | 1  | 1      |
| .      | Kambodża       | 0  | 0  | 1  | 1      |
|        | razem:         | 16 | 16 | 31 | 63     |

## Wyniki

### W stylu wolnym mężczyzn
| Waga   | złoty              | srebrny             | brązowy             | brązowy                    |
| ------ | ------------------ | ------------------- | ------------------- | -------------------------- |
| 57 kg  | Steven Takahashi   | Mkhitar Grigoryan   | Youssoup Deliev     | Marin Filip                |
| 61 kg  | Adama Diatta       | Raul Donu           | Ashot Velitsyan     | Darthe Capellan            |
| 65 kg  | David Dobre        | Vincent De Marinis  | Waghinak Matewosjan | Dillon Williams            |
| 70 kg  | Chaczatur Papikian | Roman Dușcov        | Caleb Rutner        | Jean Bernard Diatta        |
| 74 kg  | Ahmed Shamiya      | Warużan Kadżojan    | Guseyn Ruslanzada   | Mădălin Mînzală            |
| 86 kg  | Jordan Steen       | Marzpet Galstyan    | Marcel Diboma       | Ion Pîslaru                |
| 97 kg  | Vlad Caraș         | Quentin Milliere    | Dalton Webb         | Cedric Yvan Tchouga Nyamsi |
| 125 kg | Sean Molle         | Frederick Choquette | Nicolas Tavernese   | Thiacka Faye               |

### W stylu wolnym kobiet
| Waga  | złoty               | srebrny               | brązowy            | brązowy                 |
| ----- | ------------------- | --------------------- | ------------------ | ----------------------- |
| 48 kg | Jade Parsons        | Tabatha Grunewald     | Mădălina Linguraru | ----                    |
| 53 kg | Kristina McLaren    | Elisa Rasoanantenaina | Chan Raksmey Chey  | Samantha Stewart        |
| 55 kg | Laurence Beauregard | Simona Tudor          | Elisa Savalle      | Faridjatou Gbadamassi   |
| 58 kg | Joseph Essombe      | Safiétou Goudiaby     | Emily Schaefer     | Sonia Baudin            |
| 60 kg | Aurélie Basset      | Denisa Fodor          | Hannah Franson     | Geltrude Pronbove Yondo |
| 63 kg | Jessica Brouillette | Linda Morais          | Berthe Etane       | Kriszta Incze           |
| 69 kg | Anta Sambou         | Kayla Brodner         | Ania Mabunga       | Pauline Lecarpentier    |
| 72 kg | Veronica Keefe      | Danielle Sino         | Gracelynn Doogan   | Cătălina Axente         |